# Atari POKEY

Atari POKEY (C012294) piedinatura

L'Atari POKEY è un coprocessore sviluppato da Atari, Inc. ed utilizzato nei suoi computer ad 8 bit ed in diversi suoi videogiochi arcade degli anni '80. Il suo nome deriva dall'abbreviazione delle prime parole del suo nome riportato nella documentazione ufficiale Atari, POtentiometer KEYboard Integrated Circuit (POKEY), essendo utilizzato per misurare potenziometri come i controller da gioco e gestire la tastiera del computer. Il POKEY gestisce anche la linea seriale di Input/output (I/O), controlla le richieste di interrupt e, soprattutto, è capace di generare musica ed effetti sonori. Il chip ha 40 pin ed è identificato come C012294.
Il chip è stato brevettato il 2 febbraio 1982 con numero di brevetto 4 314 236, ottenuto dall'Atari per un "apparecchio produttore di effetti sonori". L'invenzione del chip è attribuita a Steven T. Mayer e Ronald E. Milner.

## Caratteristiche
- Audio
  - 4 canali audio quasi-indipendenti
  - I canali possono essere configurati come:
    - 4 canali a 8-bit
    - 2 canali a 16-bit
    - 1 canale a 16-bit e 2 da 8-bit

  - controllo del volume, della frequenza e della forma d'onda (onda quadra con duty cycle o disturbo polinomiale) per singolo canale
  - Filtro passa alto
- Scansione della tastiera (fino a 64 tasti)
- Porte per gestire potenziometri (8 porte indipendenti, con risoluzione a 8 bit)
- Timer (i canali audio 1, 2 e 4 potevano essere configurati per generare interrupt timer)
- Generatore di numeri casuali
- Porta seriale
- interrupt (IRQ)

## Musica Pokey
I giochi potevano avere musica polifonica ed effetti sonori fino a 4 canali. Uno dei motori sonori era chiamato AMP engine (Advanced Music Processor). Fu utilizzato dal musicista Gary Gilbertson.